# HD 63894
HD 63894，又名BD-10 2253，SAO 153479、HR 3054，是一颗恒星，视星等为6.16，位于銀經229.75，銀緯7.82，其B1900.0坐标为赤經7h 46m 11s，赤緯-10° 7.82′ 25″。